# Babgen d'Otmous
Babgen ou Papken d'Otmous ou Otmsetsi (en arménien Բաբկեն Ոթմսեցի ; mort en 515/516) est un catholicos de l'Église apostolique arménienne de 490/491 à 515/516.

## Biographie
Babgen est originaire du village d'Otmous (ou Othmous), dans le canton de Vanand (région de Kars, nord-ouest de l'Arménie médiévale).
Il succède en 490 ou 491 au catholicos Hovhannès Ier Mandakouni ; comme ce dernier, il collabore étroitement avec le marzpan Vahan Mamikonian.
Babgen est principalement connu pour avoir convoqué le premier concile de Dvin en 505/506, qui réunit à Dvin, le siège catholicossal, des évêques arméniens, ibères et albaniens. La raison de cette convocation n'était pas la réception de l’Henotikon de l'empereur byzantin Zénon (482), alors que l'Église arménienne et l'Église byzantine sont toujours en communion, mais de parer aux changements récents dans l'Église de l'Orient, à savoir l'introduction du nestorianisme par Barsauma. L'acte synodal de ce concile indique :

« Des synodes furent tenus en divers endroits, tantôt à Gundishapur et tantôt dans l'Asorestan, par les chefs de cette secte sacrilège : Akak et Barcuma et Mihrnarse, évêque de Zabe, et Yohannan (évêque de Karka de Beit Selûk, métropolitain du Beit Garmaï), Pawre (Paul, évêque de Karka de Ledan) et Mik'a, évêque de Lasom et d'autres en communion avec eux qui étaient d'accord avec les discours et les impiétés de Nestorius, de Diodore de Tarse et de Théodore de Mopsueste. »

Le concile, qui n'est directement documenté que par une lettre de Babgen conservée dans le Livre des lettres de l'Église arménienne, condamne fermement le nestorianisme. Bien que cette lettre ne mentionne pas une seule fois le nom « Chalcédoine », certains historiens, principalement arméniens, se fondant sur l'Histoire d'Arménie du catholicos Hovhannès Draskhanakerttsi (Xe siècle), considèrent que ce concile marque la rupture de l'Église arménienne avec le chalcédonisme, alors que d'autres historiens, principalement occidentaux, la datent du second concile de Dvin en 555 ; l'historienne Nina Garsoïan la fait quant à elle remonter de facto à 518, lorsque l'empereur Justin Ier abandonne la ligne de Zénon, qu'Anastase Ier a poursuivie.
Babgen a pour successeur Samuel d'Ardzkéen 515 ou 516.